# Liste von Alpentunneln
In den Alpen existiert eine große Anzahl von Tunneln. Sie haben den Vorteil, dass man schneller vorankommt, keine engen und kurvigen Passstraßen überqueren muss und ein wintersicherer Übergang möglich wird. Diese Liste soll einen Überblick über die Alpentunnel geben.

## Deutschland
- Grenztunnel Füssen (1284 m)
- Tunnel Farchant (2390 m)
- Tunnel Oberau (2971 m)

## Frankreich
- Mont-Cenis-Eisenbahntunnel
- Mont-Cenis-Basistunnel (57.500 m, im Bau)
- Fréjus-Straßentunnel
- Mont-Blanc-Tunnel (Straßentunnel)
- Tenda-Tunnels (Straße und Bahn)
- Col-de-Tende-Straßentunnel (einer der ältesten Straßentunnel großer Länge, 3,2 km, 1882)
- Buco di Viso (Saumpfad, ältester Tunnel der Alpen, 1480)

## Italien
- Brennerbasistunnel (55 km, Bahntunnel in Bau)
- Mont-Cenis-Eisenbahntunnel
- Mont-Cenis-Basistunnel (57.500 m, im Bau)
- Fréjus-Straßentunnel
- Gran San Bernardo / Grosser St. Bernhard (Straßentunnel, 1964)
- Mont-Blanc-Tunnel (Straßentunnel, 1965)
- Simplontunnel (Bahntunnel, 1905)
- Tenda-Tunnels (Straße und Bahn)
- Col-de-Tende-Straßentunnel (einer der ältesten Straßentunnel großer Länge, 3,2 km)
- Buco di Viso (Saumpfad, ältester Tunnel der Alpen)

## Österreich
Siehe auch: Liste von Tunneln in Österreich

### Vorarlberg
- Achraintunnel (3.340 m)
- Ambergtunnel (2.978 m)
- Arlberg-Straßentunnel (13.972 m)
- Arlbergtunnel (10.648 m, Bahntunnel)
- Langentunnel (2.433 m)
- Pfändertunnel (6.718 m)

### Tirol
- Arlberg-Straßentunnel (13.972 m)
- Arlbergtunnel (10.648 m, Bahntunnel)
- Brandbergtunnel (2.130 m)
- Brennerbasistunnel (55/64 km, Bahntunnel in Bau)
- Felbertauerntunnel (5.304 m)
- Fernpasstunnel (1.360 m, in Planung)
- Inntaltunnel (12.696 m, Bahntunnel nur für Güterverkehr)
- Harpfnerwandtunnel (2.590 m)
- Landecker Tunnel (6.955 m)
- Lermooser Tunnel (3.168 m)
- Münsterertunnel (15.990 m, Bahntunnel)
- Perjentunnel (2.993 m)
- Pianner/Quadratscher-Tunnel (1.545 m)
- Roppener Tunnel (5.095 m)
- Strenger Tunnel (5.851 m)
- Terfener Tunnel (15.840 m, Bahntunnel)
- Tschirganttunnel (4.310 m, in Planung)
- Zammer Tunnel (2.335 m, Bahntunnel)
- Zammer Tunnel (1.090 m)

### Salzburg
- Felbertauerntunnel (5.304 m, 1967)
- Ofenauertunnel (1.390 m)
- Hieflertunnel (2.004 m)
- Katschbergtunnel (5.439 m, 1974)
- Schmittentunnel (5.111 m)
- Schönbergtunnel (2.988 m)
- Tauerntunnel (Autobahn) (6.401 m, 1975)
- Tauerntunnel (Eisenbahn) (8.550 m, 1906)

### Kärnten
- Ehrentalerbergtunnel (3.345 m, 1996)
- Gräberntunnel (2.148 m, 1986)
- Karawankentunnel (Eisenbahn) (7.976 m, 1906)
- Karawankentunnel (Autobahn) (7.864 m, 1991)
- Katschbergtunnel (5.439 m, 1974)
- Koralmtunnel (32.900 m, Bahntunnel in Bau)
- Kroislerwandtunnel (680 m)
- Loibltunnel (1.570 m, 1964)
- Oswaldibergtunnel (4.307 m, 1987)
- Tauerntunnel (Eisenbahn) (8.550 m, 1906)

### Oberösterreich
- Bartl-Kreuz-Tunnel (2.000 m)
- Bosrucktunnel (5.500 m)
- Geißwandtunnel (2.102 m)
- Klaustunnel (2.144 m), Teil der Tunnelkette Klaus
- Lainbergtunnel (2.278 m)
- Pfaffenbodentunnel (3.430 m)
- Speringtunnel (2.852 m)

### Niederösterreich
- Semmering-Basistunnel (27.300 m, Bahntunnel in Bau)
- Semmering-Scheiteltunnel (3.489 m)
- Wienerwaldtunnel (13.350 m, Bahntunnel)

### Steiermark
- Bosrucktunnel (5.500 m)
- Ganzstein-Semmering Tunnel (3.489 m)
- Ganzsteintunnel (2.135 m)
- Gleinalmtunnel (8.320 m)
- Gratkorn-Tunnel Nord und Süd (635 m / 660 m, 798 m / 786 m)
- Herzogbergtunnel (2.007 m)
- Koralmtunnel (32.900 m, Bahntunnel in Bau)
- Plabutschtunnel (9.919 m)
- Pretallerkogeltunnel (446 m / 535 m)
- Schartnerkogeltunnel (1.167 m / 1.232 m)
- Selzthaltunnel (1.010 m / 964 m)
- Semmering-Basistunnel (27.300 m, Bahntunnel in Bau)
- Spitaltunnel (2.597 m)
- Tanzenbergtunnel (2.523 m)
- Tunnel Bruck (1237 m / 1250 m)
- Waldtunnel (2.924 m)

### Wien
- Lainzer Tunnel (12.800 m, Bahntunnel)
- Wienerwaldtunnel (13.350 m, Bahntunnel)

## Schweiz
Siehe auch: Liste der Schweizer Tunnel

### Längste Tunnel
- Gotthard-Basistunnel (Bahntunnel, 57 km)
- Lötschberg-Basistunnel (Bahntunnel, 34,6 km)
- Simplontunnel (Bahntunnel, 19,8 km)
- Vereinatunnel (Schmalspurbahntunnel mit Autoverlad, 19 km)
- Gotthard-Strassentunnel (Straßentunnel, 16,9 km)
- Ceneri-Basistunnel (Bahntunnel, 15,4 km)
- Furka-Basistunnel (Schmalspurbahntunnel mit Autoverlad, 15,4 km)
- Gotthardtunnel (Bahntunnel, 15 km)
- Lötschbergtunnel (Bahntunnel mit Autoverlad, 14,6 km)
- Zimmerberg-Basistunnel (Bahntunnel, 9,4 km)
- Seelisbergtunnel (Straßentunnel, 9,2 km)
- Rickentunnel (Bahntunnel, 8,6 km)

### Weitere bekannte Tunnel
- San Bernardino (Straßentunnel, 6,6 km)
- Grosser St. Bernhard (Straßentunnel, 5,9 km)
- Albula-Tunnel (Schmalspurbahntunnel, 5,9 km)
- Munt-la-Schera-Tunnel (Straßentunnel 3,4 km)
- Furka-Scheiteltunnel (Schmalspurbahntunnel Museumsbahn, 1,9 km)

## Slowenien
- Karawankentunnel (Autobahn) (7.864 m, 1991)
- Karawankentunnel (Eisenbahn) (7.976 m, 1906)